# Diocesi di Cheyenne
La diocesi di Cheyenne (in latino Dioecesis Cheyennensis) è una sede della Chiesa cattolica negli Stati Uniti d'America suffraganea dell'arcidiocesi di Denver. Nel 2021 contava 50.010 battezzati su 578.759 abitanti. È retta dal vescovo Steven Robert Biegler.

## Territorio
La diocesi comprende l'intero stato del Wyoming.
Sede vescovile è la città di Cheyenne, capitale dello stato, dove si trova la cattedrale di Santa Maria.
Il territorio si estende su 262.333 km² ed è suddiviso in 32 parrocchie, raggruppate in 5 decanati: Thermopolis, Sheridan, Rock Springs, Casper e Cheyenne.

## Storia
La diocesi è stata eretta il 2 agosto 1887 con il breve Quae catholico nomini di papa Leone XIII, ricavandone il territorio dalla diocesi di Omaha (oggi arcidiocesi).
Inizialmente suffraganea dell'arcidiocesi di Saint Louis, il 15 giugno 1893 è entrata a far parte della provincia ecclesiastica di Dubuque e il 15 novembre 1941 di quella di Denver.

## Cronotassi dei vescovi
Si omettono i periodi di sede vacante non superiori ai 2 anni o non storicamente accertati.
- Maurice Francis Burke † (9 agosto 1887 - 19 giugno 1893 nominato vescovo di Saint Joseph)
  - Sede vacante (1893-1896)
- Thomas Mathias Lenihan † (18 dicembre 1896 - 15 dicembre 1901 deceduto)
- James John Keane † (4 agosto 1902 - 11 agosto 1911 nominato arcivescovo di Dubuque)
- Patrick Aloysius Alphonsus McGovern † (19 gennaio 1912 - 8 novembre 1951 deceduto)
- Hubert Michael Newell † (8 novembre 1951 succeduto - 3 gennaio 1978 dimesso)
- Joseph Hubert Hart † (25 aprile 1978 - 26 settembre 2001 dimesso)
- David Laurin Ricken (26 settembre 2001 succeduto - 9 luglio 2008 nominato vescovo di Green Bay)
- Paul Dennis Etienne (19 ottobre 2009 - 4 ottobre 2016 nominato arcivescovo di Anchorage)
- Steven Robert Biegler, dal 16 marzo 2017

## Statistiche
La diocesi nel 2021 su una popolazione di 578.759 persone contava 50.010 battezzati, corrispondenti all'8,6% del totale.
| anno | popolazione | popolazione | popolazione | presbiteri | presbiteri | presbiteri | presbiteri                | diaconi | religiosi | religiosi | parrocchie |
| anno | battezzati  | totale      | %           | numero     | secolari   | regolari   | battezzati per presbitero | diaconi | uomini    | donne     | parrocchie |
| ---- | ----------- | ----------- | ----------- | ---------- | ---------- | ---------- | ------------------------- | ------- | --------- | --------- | ---------- |
| 1950 | 48.263      | 288.707     | 16,7        | 53         | 44         | 9          | 910                       |         | 11        | 65        | 28         |
| 1959 | 48.500      | 300.000     | 16,2        | 66         | 58         | 8          | 734                       |         | 14        | 120       | 37         |
| 1966 | 49.308      | 340.000     | 14,5        | 62         | 58         | 4          | 795                       |         | 11        | 125       | 38         |
| 1970 | 45.000      | 320.000     | 14,1        | 66         | 61         | 5          | 681                       |         | 7         | 101       | 39         |
| 1976 | 45.000      | 350.000     | 12,9        | 65         | 54         | 11         | 692                       | 1       | 13        | 94        | 39         |
| 1980 | 57.000      | 410.000     | 13,9        | 64         | 58         | 6          | 890                       | 2       | 8         | 89        | 39         |
| 1990 | 63.973      | 475.000     | 13,5        | 56         | 46         | 10         | 1.142                     | 2       | 15        | 59        | 69         |
| 1999 | 49.800      | 484.010     | 10,3        | 60         | 51         | 9          | 830                       | 7       | 1         | 29        | 36         |
| 2000 | 49.800      | 484.010     | 10,3        | 55         | 45         | 10         | 905                       | 10      | 11        | 25        | 36         |
| 2001 | 49.000      | 480.907     | 10,2        | 57         | 47         | 10         | 859                       | 14      | 11        | 24        | 36         |
| 2002 | 49.000      | 480.907     | 10,2        | 58         | 46         | 12         | 844                       | 14      | 13        | 24        | 36         |
| 2003 | 45.060      | 493.782     | 9,1         | 57         | 47         | 10         | 790                       | 14      | 11        | 25        | 36         |
| 2004 | 47.800      | 498.704     | 9,6         | 60         | 50         | 10         | 796                       | 16      | 12        | 22        | 36         |
| 2006 | 49.459      | 503.000     | 9,8         | 62         | 49         | 13         | 797                       | 19      | 14        | 23        | 36         |
| 2013 | 56.100      | 568.000     | 9,9         | 70         | 65         | 5          | 801                       | 38      | 5         | 15        | 33         |
| 2016 | 53.594      | 584.153     | 9,2         | 64         | 59         | 5          | 837                       | 35      | 5         | 9         | 37         |
| 2019 | 51.701      | 577.700     | 8,9         | 60         | 53         | 7          | 861                       | 31      | 7         | 10        | 37         |
| 2021 | 50.010      | 578.759     | 8,6         | 56         | 50         | 6          | 893                       | 33      | 6         | 9         | 32         |